# Madagondanahalli, Dod Ballapur
Madagondanahalli là một làng thuộc tehsil Dod Ballapur, huyện Bangalore Rural, bang Karnataka, Ấn Độ.